# Ашока
Ашо́ка (санскр. अशोक, IAST: Aśoka; близько 273 до н. е. — близько 232 до н. е.) — третій імператор найбільшої в історії Стародавньої Індії держави Мауріїв, правитель Індії. Творець імперії з територією від Кашміру і Непалу до Майсура. Підкорив територію сучасного Афганістану. Пропагандист буддизму. Перейшов з джайнізму до буддизму. Але державною релігією буддизм не став. Національний герой Індії.
Збереглося понад 30 написів-наказів, вирізьблених на скелях і колонах, в яких вимагалося додержуватися основних принципів буддійської моралі. Здійснював мудру політику й сприяв поширенню буддійських вчень. Багато текстів збереглися дотепер і є найдавнішими зафіксованими писемними пам'ятками Індії.

## Біографія

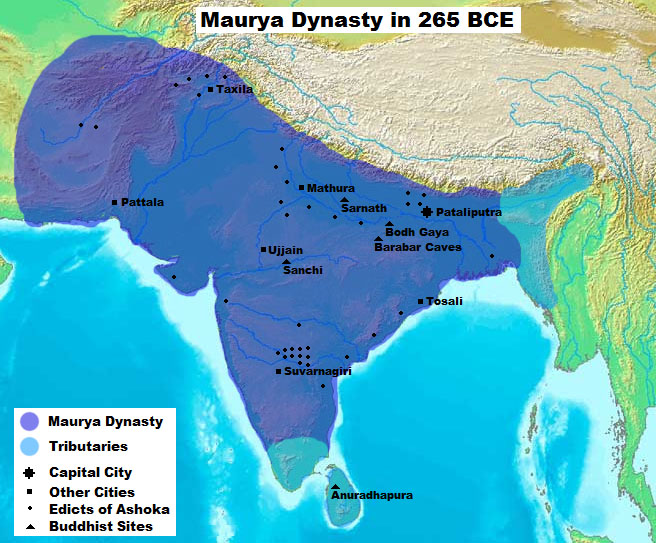
Мапа імперії Маур'їв у 265 році до н.д.

Ашока Біндусара Маур'я був сином імператора Біндусари та його дружини з роду брахманів Дхарми. Ім'я Ашока означає «без горя» (санскр. अशोक, Aśoka IAST, префікс а означає не, сока — горе, лихо, смуток). Маючи кілька старших братів, юний Ашока був улюбленцем свого діда — Чандраґупти, засновника держави Маур'їв. За легендою, коли Чандрагупта покинув царство, щоб жити як чернець джайн, він викинув свій меч, однак Ашока знайшов його і залишив у себе, попри попередження діда.
В юності Ашока був грубим і пихатим, а також безстрашним мисливцем. Як кшатрія його навчали королівського військового мистецтва та Ведам. За легендою одного разу на полюванні він убив лева простою палицею. Його відзначали як вправного фехтувальника. Завдяки цим якостям його послали придушити повстання в Аванті.

### Шлях до влади
Вдосконалюючись як воїн та полководець, Ашока командував кількома підрозділами армії Маур'їв. Його популярність в імперії змусила старших братів стривожитися, оскільки відкривала перспективу, що Біндусара може обрати його своїм спадкоємцем на троні. Найстарший із братів, Сусіма, переконав Біндусару послати Ашоку на втихомирення бунту в Таксилі, що на північному заході теперішнього пакистанського Пенджабу, намісником у якому був сам Сусіма. Таксила була неспокійним місцем завдяки войовничому індо-грецькому населенню та поганому управлінню самого Сусіми. Ашока підкорився наказу і вирушив на захід. Коли новина про прибуття армії Ашоки, добралася до Таксили, місцеве ополчення радо привітало його, і повстання завершилося без кровопролиття. Пізніше, під час правління Ашоки Таксіла збунтувалося знову, але того разу повстання було придушене залізною рукою.
Успіх Ашоки ще більше збентежив братів. Сусіма підбурив Біндусару відправити Ашоку в заслання. Ашока вирушив до Калінги і перебував в місті інкогніто. Там він зустрівся із жінкою-рибалкою Каурвакі, закохавшись у неї. Недавно знайдені надписи вказують на те, що вона стала його другою або третьою дружиною[джерело?].
Коли вибухнуло нове повстання в Удджайні, імператор Біндусара відкликав Ашоку із заслання, що тривало два роки. Ашока пішов у Удджайн і був поранений у битві, хоча його військо втихомирило повстання. Лікувався Ашока в таємному місці, щоб йому не зашкодили люди, піддані Сусіми. Його лікарями були буддійські ченці та черниці. Так він познайомився з ученням Будди. В цей період він також зустрівся Деві, донькою купця із сусідньої Відіші, яка доглядала його. Одужавши, він одружився з нею. Біндусара вважав неприйнятним те, що один із його синів одружився із буддисткою, тож він заборонив Ашоці проживати в Паталіпутрі і відіслав його назад в Удджайн як свого намісника.
Наступний рік проминув мирно, і Деві збиралася народити йому першу дитину. Тим часом імператор Біндусара помер. Довідавшись про ненародженого спадкоємця трону, принц Сусіма задумав умертвити дитя. Однак, убивці, замість Деві з дитиною убили матір Ашоки. За легендою розлючений Ашока направився на Паталіпутру і обезголовив братів, включно з Сусімою, викинувши тіла в поле за містом. У цей період свого життя він славився невгамованою жадобою до воєн і походів на землі інших правителів, і здобув прізвисько Чандашок (жорстокий Ашока).
Сівши на трон Ашока впродовж наступних восьми років розширив межі імперії, включивши до неї території теперішніх Бірми та Бангладеш, Ассам в Індії, території в Афганістані.

### Завоювання Калінги

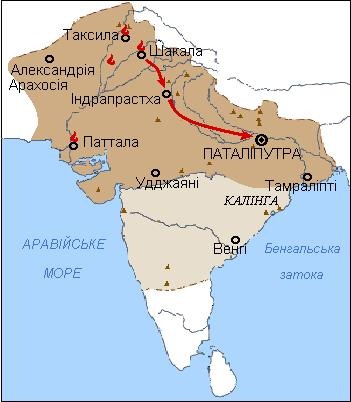
Мапа імперії після завоювання Калінги

Перші роки правління Ашоки, вочевидь, були доволі кривавими, але після завоювання Калінги, що на східному узбережжі Індії на території сучасного штату Орісса, він став прихильником буддизму. Калінга була державою, що пишалася незалежністю і народовладдям. Її монархічно-демократичний устрій виділявся на тлі Стародавньої Індії, в якій існувала концепція радждхарми.
Достеменно не відомо що було приводом Калінгської війни. Можливо, туди втік один із братів Сусіми, що могло сильно розізлити Ашоку. Ашока став вимагати у монархів Калінги визнати його як верховного володаря. Коли вони відмовилися, Ашока послав туди одного зі своїх полководців. Але війська полководця були розтрощені завдяки майстерним діям командувача сил Калінги. Ашока, ще більше розізлившись, пішов на Калінгу, зібравши під свої знамена найбільше військо, яке коли-небудь збиралося в Індії доти. Калінга мужньо опиралася, але не могла протистояти грубій чисельній перевазі полків Ашоки. Вся Калінга була розграбована й знищена. Пізніший едикт Ашоки стверджує, що загинуло близько 100 тис. мешканців міста й 10 тис. переможців. Тисячі чоловіків та жінок були вивезені в інші області.

### Перехід до буддизму

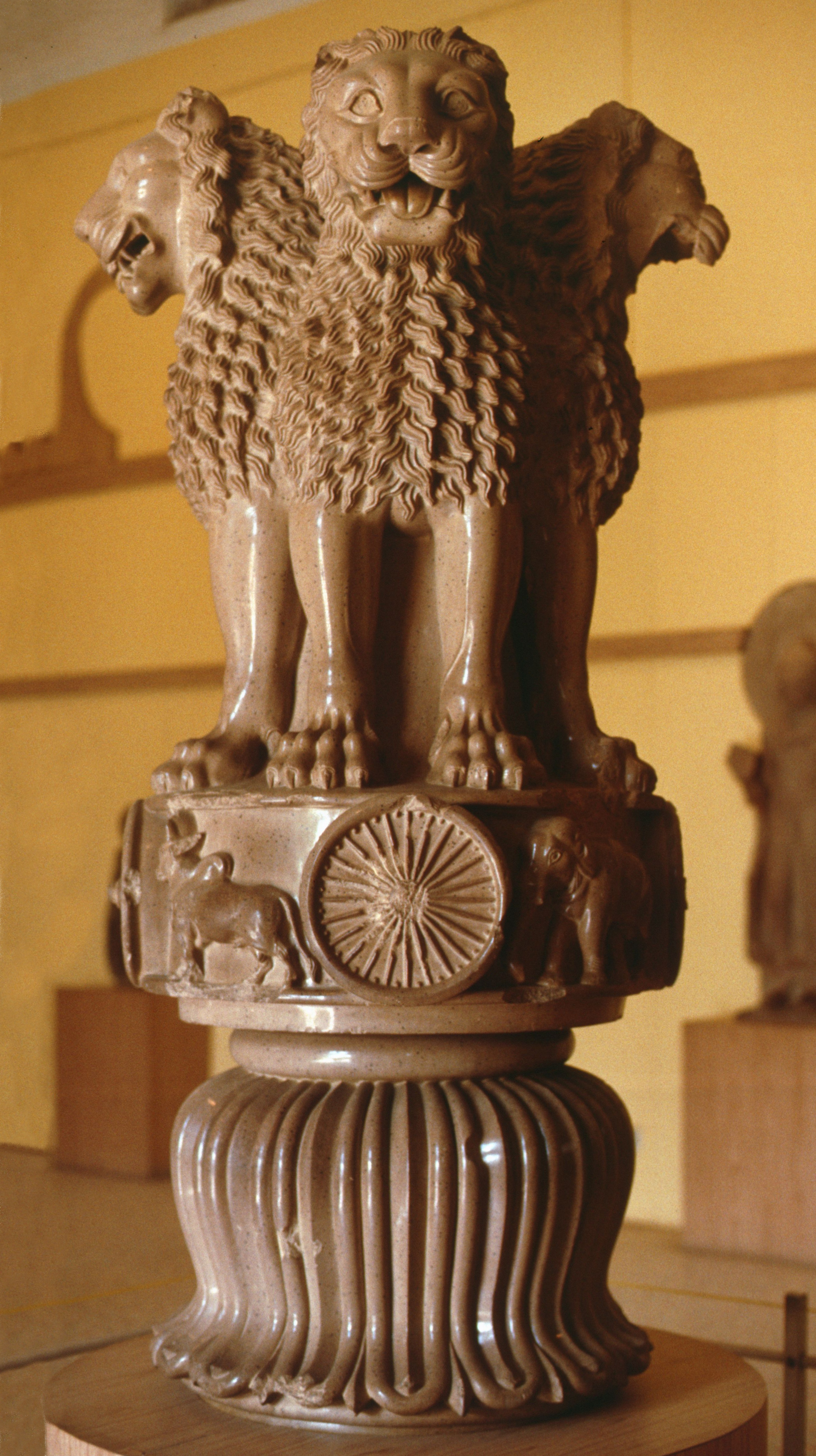
Левова капітель Ашоки

За легендою через день після закінчення війни Ашока виїхав оглянути місто, але зміг побачити лише спалені будинки і розкидані повсюди трупи. Йому стало млосно і він вигукнув: «Що я наробив? Якщо це перемога, то яка тоді поразка? Чи справедливість це, чи несправедливість? Чи це звитяжність, чи звірство? Хіба доблесть убивати невинних дітей та жінок? Чи зробив я це заради розширення імперії та процвітання, чи заради знищення чужого царства і краси? Хтось утратив чоловіка, хтось батька, хтось дитя, хтось ненароджене немовля… Що таке ці гори трупів. Чи це знаки перемоги, чи поразки. Чи це вороння не є посланцями смерті або зла?»
Жорстокість завоювання змусили Ашоку прийняти буддизм, і він використав своє положення для поширення відносно нової віри до нових висот, аж до кордонів Стародавнього Риму та Єгипту. Він зробив буддизм державною релігією приблизно у 260 році до н. е., сповідуючи вчення школи Вібхаджавада.
У цій справі Ашоці допомагали син Магінда та донька Санґхамітра, яка встановила буддизм на Цейлоні. Ашока побудував для прихильників буддизму тисячі ступ та вігар, серед яких ступа Санчі. Впродовж свого правління Ашока дотримувався припису ненасильства (ахімси). Навіть необов'язкове убивство чи калічення тварин заборонялося. Ашока видав закони проти полювання заради втіхи та таврування тварин. Обмежене полювання задля їжі дозволялося, але Ашока також пропагував вегетаріанство. Проявляючи милосердя до ув'язнених, він дозволяв їм один день на рік виходити із в'язниці.
Ашока також намагався підняти фахові амбіції людей, будуючи школи, канали для зрошування та навігації. Він ставився до всіх підданих однаково, незалежно від їхньої віри, політичних поглядів чи касти. Навколишні царства, які було неважко загарбати, стали його шанованими союзниками.
Ашоку славлять за спорудження ветеринарних лікарень та за відбудову систему доріг у всій Індії. Після свого перевтілення він став відомий як Дхармашока, що означає Ашока, послідовник дхарми. Ашока визначав основними ознаками дхарми ненасильство, терпимість до всіх сект та думок, покору батькам, повагу до брахманів та інших релігійних учителів та священників, людське ставлення до слуг і щедрість до всіх людей. Жодна з релігійних чи соціальних груп не могла заперечувати проти цих етичних норм.
Серед сусідів, включно із імперією Селевкідів та Греко-бактріанським царством Діодота I, ніхто не міг зрівнятися силою з імперією Маур'їв. Ашока був сучасником Антіоха I Сотера і його сина Антіоха II Теоса із Селевкідів та Діодота I і його сина Діодота II із Греко-бактрійського царства. Уважне вивчення надписів та едиктів Ашоки свідчить про те, що він знав про світ еллінів, але не боявся його. Його едикти повідомляють про дружні стосунки та згадують про обох Антіохів із імперії Селевкідів та про Птоломея III з Єгипту. Слава імперії Маур'їв поширилася далеко за її межі ще тоді, коли дід Ашоки Чандрагупта переміг Селевка Нікатора.
Джерелом сучасних знань про Ашоку є численні надписи, вирізьблені на колонах та каменях у всіх частинах імперії. Усі надписи свідчать про любов та співчуття правителя. Він називає підданих своїми дітьми. Ці надписи сприяли поширенню буддистської моралі, заохочували ненасильство і пошану до дхарми (обов'язку та гідної поведінки). В них також мовиться про славу імператора, про його завоювання та сусідні держави. Міститься там інформація про війну в Калінзі та союзників Ашоки, а також цінна інформація про цивільну адміністрацію в його часи. Найбільше відома колона Ашоли в Сарнатху. Надпис на ній розповідає про відвідини Сарнатху імператором. Колона завершується капітеллю з чотирьох левів, спиною один до одного, що стало емблемою сучасної Індійської республіки. Леви символізують як правління Ашоки, так і його спорідненість із Буддою. Подібні надписи є джерелом більшої частини інформації про Ашоку. Важко судити про правдивість цієї інформації, але зрозуміло яку пам'ять про себе Ашока хотів залишити.